# Улица Искусств
Улица Искусств (англ. Street of Arts, рум. Strada Artelor) — некоммерческий молодёжный проект, ориентированный прежде всего на развитие классической музыкальной и поэтической культуры, а также изобразительного искусства среди молодёжной части населения. Был создан в городе Кишинёве, (Молдавия). Впоследствии этот проект стал международным, в нём принимают участие такие города, как: Санкт-Петербург, Москва, Минск, Киев, Нижний Новгород, Одесса, Севастополь, Пермь, Коломна, Барнаул, Нижневартовск, Курск, Астана, Рязань, Тула, Владивосток, Челябинск, Кемерово, Прага. За время своего существования провёл более 75 мероприятий.
На ранних стадиях существования проекта, концерты проводились в виде так называемых «ивентов» – полуофициальных выступлений в живой городской среде (парках, скверах и так далее). Участвовавшие в этих мероприятиях авторы читали стихи и пели песни. К выступлению в «ивентах» приглашались не только специальные гости, но и зрители и даже прохожие, которые обычно с энтузиазмом соглашались участвовать в концертах. Позднее был взят курс на широкомасштабные концерты фестивального типа.

## Цели и задачи проекта
Главными целями проекта «Улица Искусств» являются:
- Поддержка молодых талантов;
- Формирование коммуникативных навыков у занимающейся творчеством молодёжи;
- Создание виртуального и реального международного сообщества среди людей, которые неравнодушны к прогрессивному настоящему искусству.

Для этого проект «Улица Искусств» проводит следующие мероприятия:
- Проведение концертных мероприятий в городах участниках проекта;

- Различные творческие конкурсы;
- Проведения мастер-классов и лекций на тему искусства.

## История создания

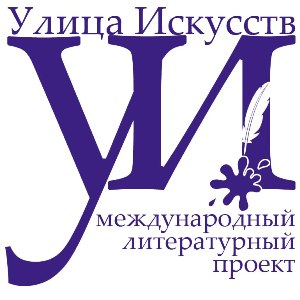
Бывший логотип проекта «Улица Искусств»

### Идея
Идея создания проекта родилась 17 апреля 2012 года, когда студент СПбГУ Дмитрий Брыксенков позвонил находившемуся в Москве студенту USM Андрею Потёмкину и предложил запустить новый проект чтения стихотворений на улицах городов. Была создана группа Вконтакте, которая называлась «Поэты России и Молдовы». После чего активность проекта на месяц прекратилась. В мае было решено провести ребрендинг группы; название проекта сменилось на «Общество мёртвых поэтов», что принесло определённые плоды. В группу стали вступать заинтересованные люди. Поначалу, главной целью проекта было публичное чтение стихотворений поэтов-классиков на улицах города Кишинёва. Но спустя некоторое время количество участников возросло настолько, что проект решил выходить на международный уровень. Это привело к ряду изменений в структуре и тематике проекта. Название сменилось сначала на «Улица Искусства», впоследствии окончание «а» было убрано и проект стал называться «Улица Искусств». Это было вызвано тем, что помимо поэзии, участники могли выступать с музыкальными инструментами, а также выставлять свои художественные работы.
Концепция проекта основана на спонтанных и запланированных концертных мероприятиях на улицах городов. Формат мероприятий может варьироваться. Основной целью остаётся предоставление платформы для литературно-музыкально-поэтического самовыражения каждому желающему. Действует принцип свободного микрофона. На мероприятии могут быть представлены художественные работы, а также любые другие формы и проявления искусства, если они не являются коммерческими, политизированными или асоциальными. Идея международности проекта  заключается в организации совместной работы многочисленных раздробленных литературных, поэтических и музыкальных клубов и создании действительно мощной творческой площадки, которая выйдет на уровень центральных телеканалов и ведущих печатных СМИ.
План реализации проекта в каждом городе - это 5-7 «ивентов» в течение календарного года в разных его местах (пешеходные улицы, площади, парки). В зимнее время года мероприятия тоже проводятся, но переносятся под крышу. Это немного отходит от первоначальной концепции, но позволяет держать интерес к проекту круглый год и помогает новым знакомствам перед основными весенне-осенними выступлениями. Одной из особенностей проекта являлась съёмка промороликов, приглашающих на мероприятия.

### Первые выступления
Организация первого «ивента» (уличного концерта проекта) длилась более двух месяцев. Первоначально, мероприятие планировалось провести в конце мая, но организаторы не уложились в сроки. В ходе подготовки велись переговоры о сотрудничестве с «Лигой русской молодёжи в Молдове» и газетой «Гренада». Никто из них не согласился поддержать проект. Позже, к «Улице Искусств» присоединился талантливый оператор Иван Бану. Это позволило технически оснастить проект, а также снять проморолики группы. 

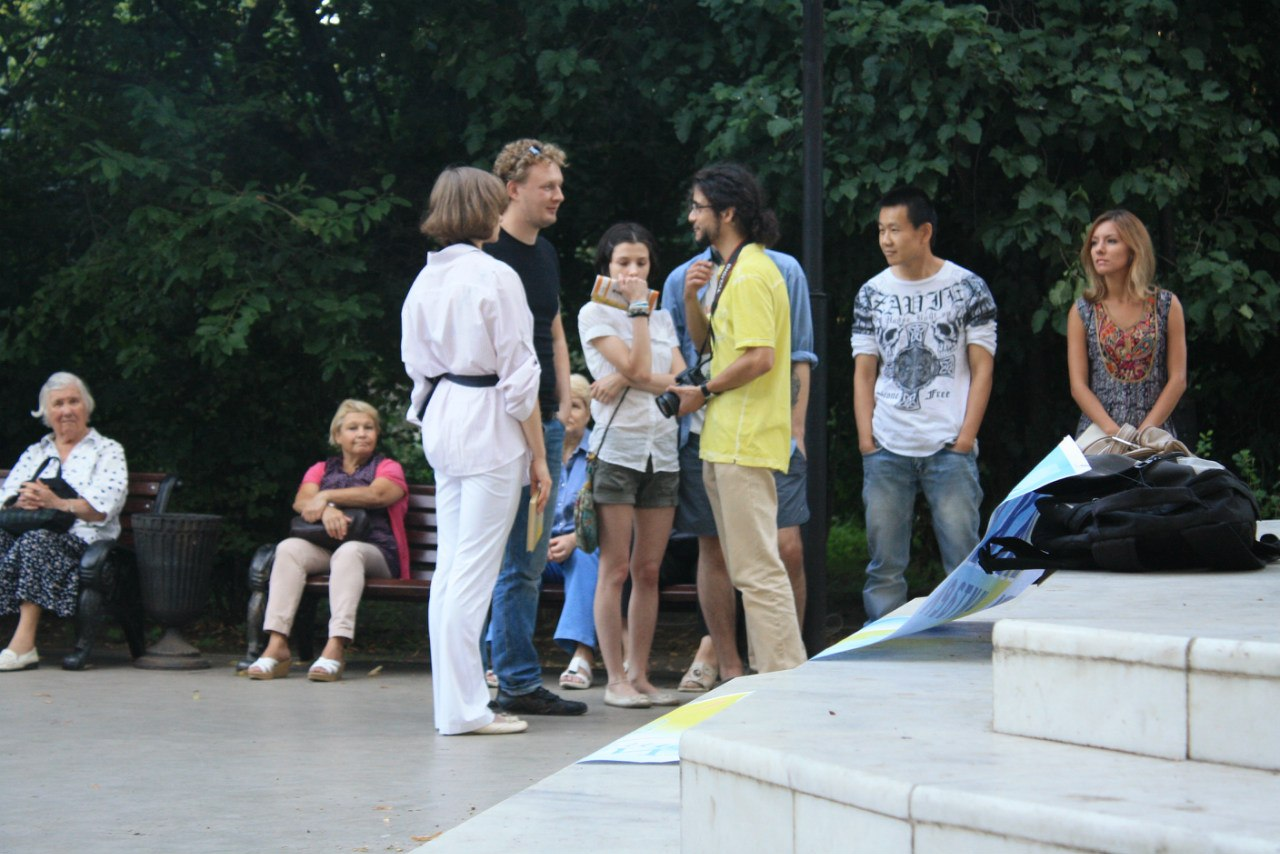
Перед ивентом

Благодаря усиленной рекламе в конце июня всё было готово к проведению первой «Улицы Искусств» в г. Кишинёве. Участники «ивента» могли читать как чужие, так и свои собственные поэтические произведения, а также получили возможность сыграть и спеть песни. Первый «ивент» прошёл в «Городском саду Штефан чел Маре» (бывшем парке имени А. С. Пушкина). Мероприятие было оснащено аппаратурой, которую разместили в беседке, находящейся недалеко от центрального фонтана парка. В концерте проекта участвовали около двух десятков человек. «Ивент» собрал достаточно большое количество зрителей. Успех мероприятия заставил организаторов принять решение о расширении проекта за пределы Молдовы. К концу июня 2012 года проект базировался в группе на сайте «Вконтакте», также «Улица Искусств» имела к тому времени свои страницы на Facebook, Youtube.
Twitter и других социальных сетях и блогах. В июле к проекту присоединилось множество новых участников. Это позволило расширить географию «Улицы Искусств». Проект стартовал сразу в нескольких городах: Санкт-Петербурге, Нижнем Новгороде и Нижневартовске. 2 августа под эгидой «Улицы Искусств» прошла встреча поэтов в Москве.

### Московский ивент
Концерт «Улицы искусств» в Москве прошёл 2 августа 2012 года, став ключевой точкой в развитии проекта. Организаторы постарались сделать концерт интересным для публики, которая не привыкла к подобного рода массовым чтениям и мероприятиям. Подготовка «ивента» длилась около месяца, после чего участникам проекта удалось согласовать с арт-директором проведение «ивента» на территории московского парка «Сокольники». Лишь в последний день перед концертом организаторы решили проблемы с аппаратурой. Несмотря на достаточно скомканное начало «ивента», в течение последующих трёх часов концерт собрал достаточную аудиторию. Проект получил признание у посетителей парка. «Ивент» в Москве посетило очень большое количество зрителей, большинство из которых сами выступили на сцене. После московского успеха «Улица Искусств» была преобразована в международный проект. Третий «ивент» был проведён в российском городе Нижневартовске. 5 августа в Санкт-Петербурге завершился блок из трёх «ивентов», закрепивших успех чтения стихотворений на свежем воздухе у российской аудитории.

### Северная столица
Первое выступление в Санкт-Петербурге должно было пройти 21 июля, но не состоялось по техническим причинам и было перенесено на 5 августа. Попытки сотрудничества с литературным арт-клубом «Болт», предпринятые проектом, не увенчались успехом. В ход пошла реклама в санкт-петербургских группах. Большую помощь оказали администраторы группы «Неформатные Стихи» в Санкт-Петербурге. После ряда переговоров удалось найти хорошую аппаратуру для выступления. Долгое время из-за несогласованности с властями выступление находилось под вопросом. В конце-концов организаторы пошли на риск и провели выступление под Аркой Генерального Штаба без согласования с властями. Риск оправдался, а выступление собрало большую аудиторию. В выступлении приняло участие около 30-и поэтов и музыкантов. За выступлением наблюдал нескончаемый поток слушателей, что создало небольшую давку под Аркой. Этот «ивент» стал окончательной точкой отсчёта для проекта, после чего его активность начала стремительно расти.

## Ивенты Улицы Искусств

### Столицы
Всего в проекте задействовано 6 стран, но ивенты проходили только в 5 столицах, если не принимать во внимание вторую столицу России - Санкт-Петербург. Это Москва, Минск, Кишинёв, Прага и Варшава. В столице Украины Киеве мероприятие так и не состоялось.

#### Кишинёв
В Кишенёве прошло 7 мероприятий, а проект неоднократно освещался в прессе и на телевидении. Весной 2013 было начато сотрудничество с USM и с Alianța Studenților USM . После концерта в Ботаническом Саду у Улицы Искусств в Кишинёве начались проблемы с администратором проекта, что привело к перерыву в деятельности проекта. Осенью 2013 Улица Искусств была официально зарегистрирована министерством юстиции Республики Молдовы, как общественная некоммерческая организация.

#### Москва
Москва является одним из наиболее активных городов – участников проекта, где было проведено 7 мероприятий. За время своей деятельности проект сотрудничал с парком «Сокольники»  и «Филёвским парком» , центральными книжными магазинами: Московским Домом Книги  и Библио-Глобусом, и Российским Государственным Социальным Университетом, где действует литературное кафе «Романсеро». Мероприятия проекта уже успели объединить под своим крылом другие литературные тусовки столицы, такие как Неофутуристы, Палитра N, Поэтарий и другие. Также, именно в Москве родилась идея о создании подпроекта Улицы Искусств - Неограниченное Искусство.

#### Минск
Улица Искусств в Минске столкнулась с большими организационными проблемами, связанными с законом об общественных мероприятиях . Тем не менее, проекту удалось провести 4 встречи, три из которых были открытого типа: в парке Горького , Dreamland  и пешеходной улице Карла Маркса . Проект был номинирован на грант, как лучший молодёжный проект БГУ. Участвовал в конкурсе Social Weekend. Репортажи о проекте появлялись на белорусском радио и на Беларусь-1. В настоящий момент деятельность проекта в Беларуси заморожена.

#### Прага
Впервые в ЕС «Улица Искусств» прошла в столице Чехии, Праге, при поддержке Российского центра науки и культуры (с 2021 года — «Русский дом»). Концерт прошел в здании РЦНК при полном зале и широко освещался в чешской прессе. Концерту предшествовала художественная выставка.

#### Санкт-Петербург
Один из самых главных по значимости городов. В нём прошло 3 мероприятия и все из них были невероятно разными. На сегодняшний день «Улица Искусств» в Санкт-Петербурге сотрудничает с СПбГУ. Проект участвовал в Ежегодном Зимнем Балу СПбГУ, что привлекло ещё больше заинтересованных лиц. Планируется полноценный концерт на факультет психологии Санкт-Петербургского государственного университета.

### Подмосковье
Благодаря деятельности руководителя проекта в Москве Алексея Козлова Улица Искусств получила широкую популярность в других городах московской области. Это позволило образовать костяк проекта в нескольких подмосковных городах. Подключение новых населённых пунктов продолжается.

#### Коломна
В подмосковной Коломне проект стартовал в последний день лета 2012 года. Местные и московские поэты и музыканты в Кремлёвском дворике в течение двух часов делились авторскими и любимыми произведениями. Впервые репортаж о проекте попал на телевидение. С этого времени мероприятия в Коломне проводились регулярно и неоднократно освещались в прессе. В числе прочих был организован масштабный фестиваль, посвящённый победе в ВОВ. Коломна активно сотрудничает с поэтами из Москвы и Подмосковья.

#### Нижний Новгород
В Нижнем Новгороде «Улица Искусств» начала свою деятельность 24 ноября 2012 года. По причине плохой погоды было проведено только одно мероприятие в Автомеханическом техникуме. Местные поэты и музыканты, а также приехавший из Москвы Алексей Козлов, представили полному залу студентов (около сотни человек) свои музыкальные и стихотворные произведения и произведения классиков. Концерт был отмечен выступлениями музыкальных коллективов. Озвучивание Алексея Козлова проходило из Москвы.

#### Курск
В Курске 7 января, при помощи Рины Озеровой и экс-администратора группы «Неформатные стихи» Джамиля Нилова, ныне администратора группы «Поэт-революция», «Улица Искусств» собрала в клубе «Sound Check» около полусотни неравнодушных к творчеству людей. В душевной атмосфере на сцене выступали поэты и музыканты Курска, Санкт-Петербурга и Москвы. Второе мероприятие прошло там же 19 апреля. Так же проводилось мероприятие в ТЦ «Манеж», на котором побывало местное ТВ.

#### Тула
В столице пряников и самоваров Улица Искусств впервые прошла в мае 2012 на улице Металлургов. Статья о концерте появилась на страницах Аргументов и Фактов. Возвращение проекта в Тулу произошло спустя почти год.

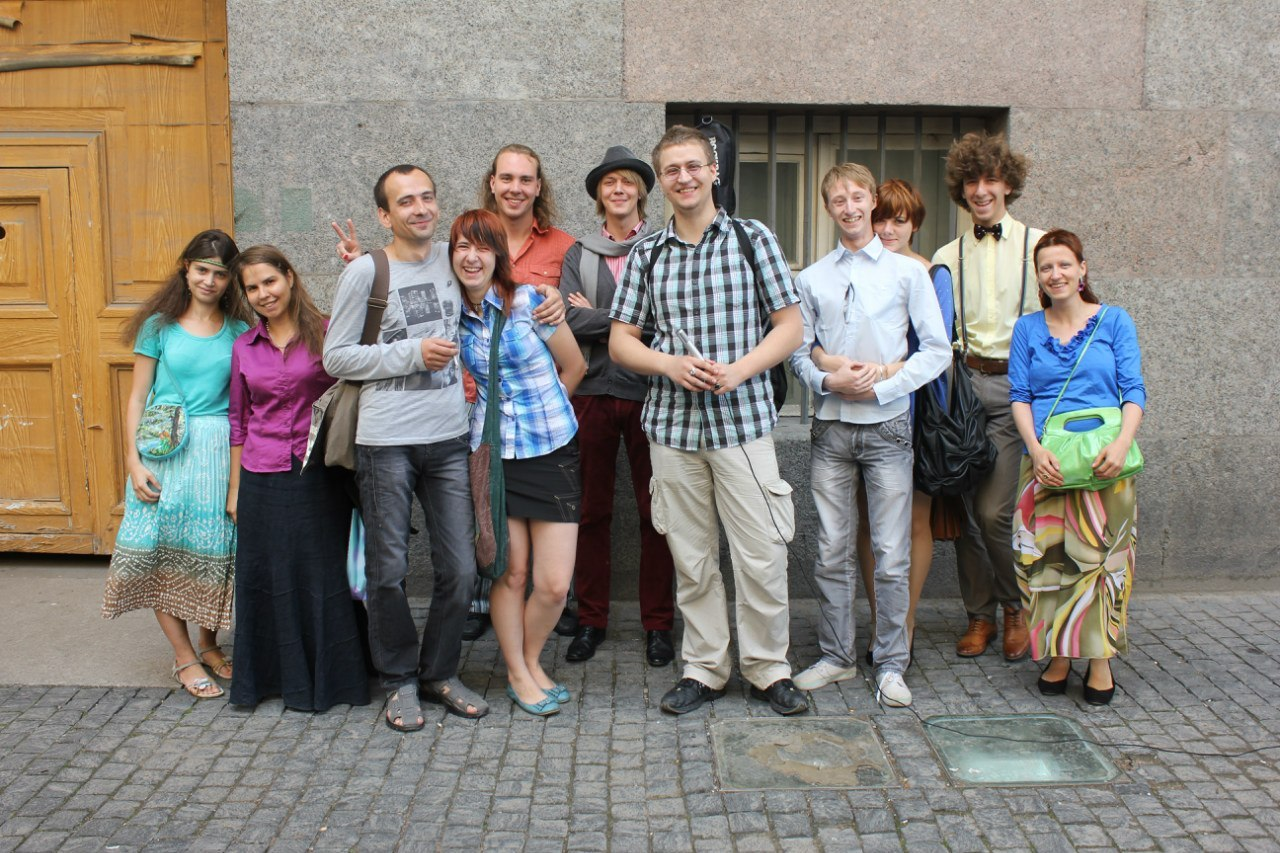
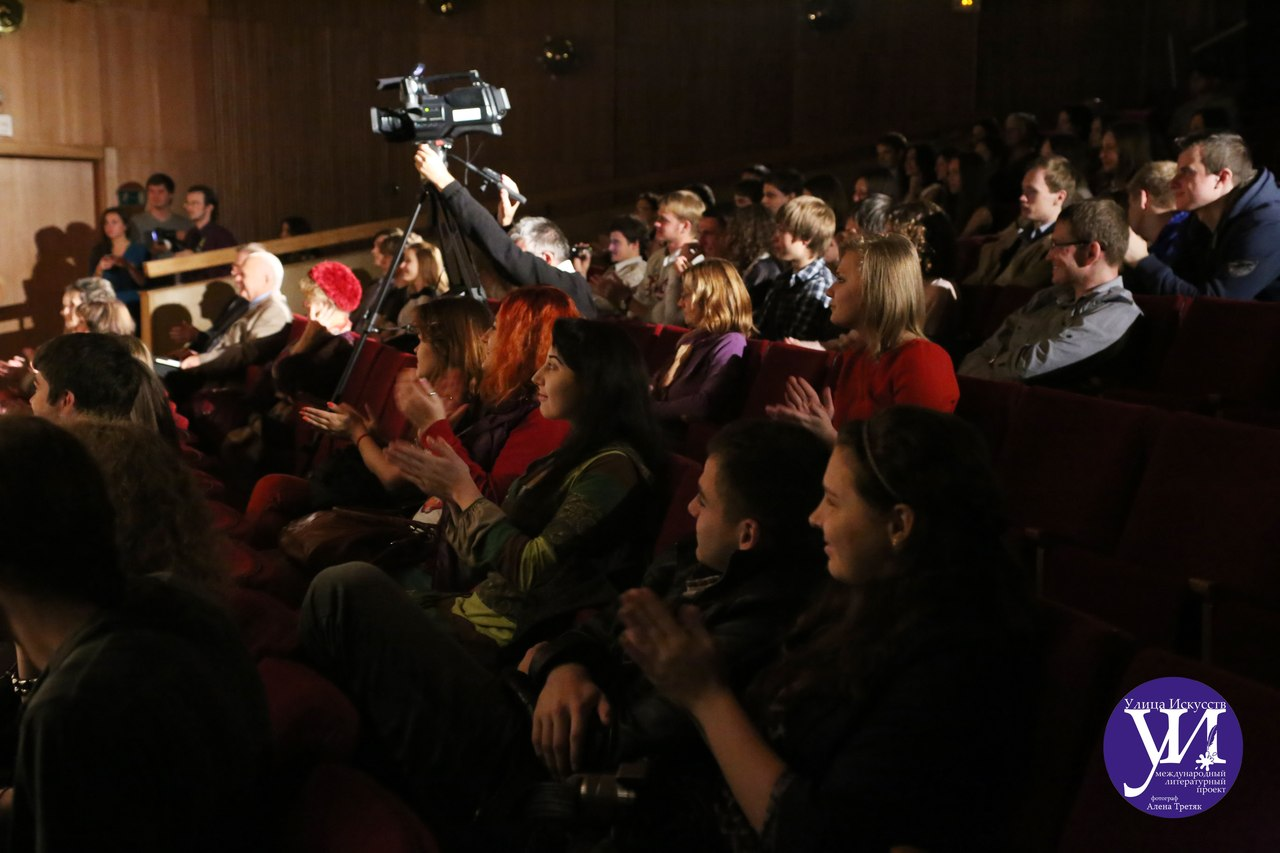
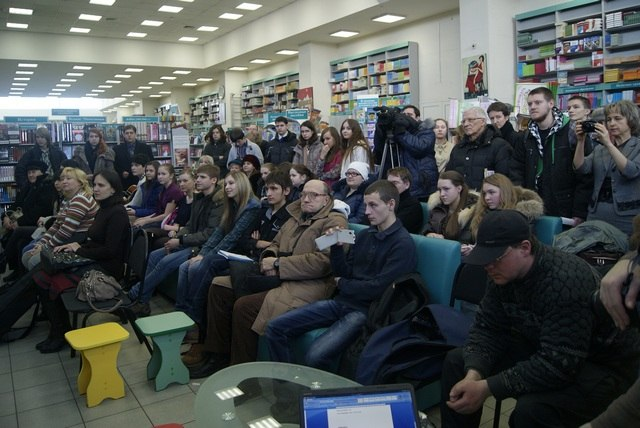
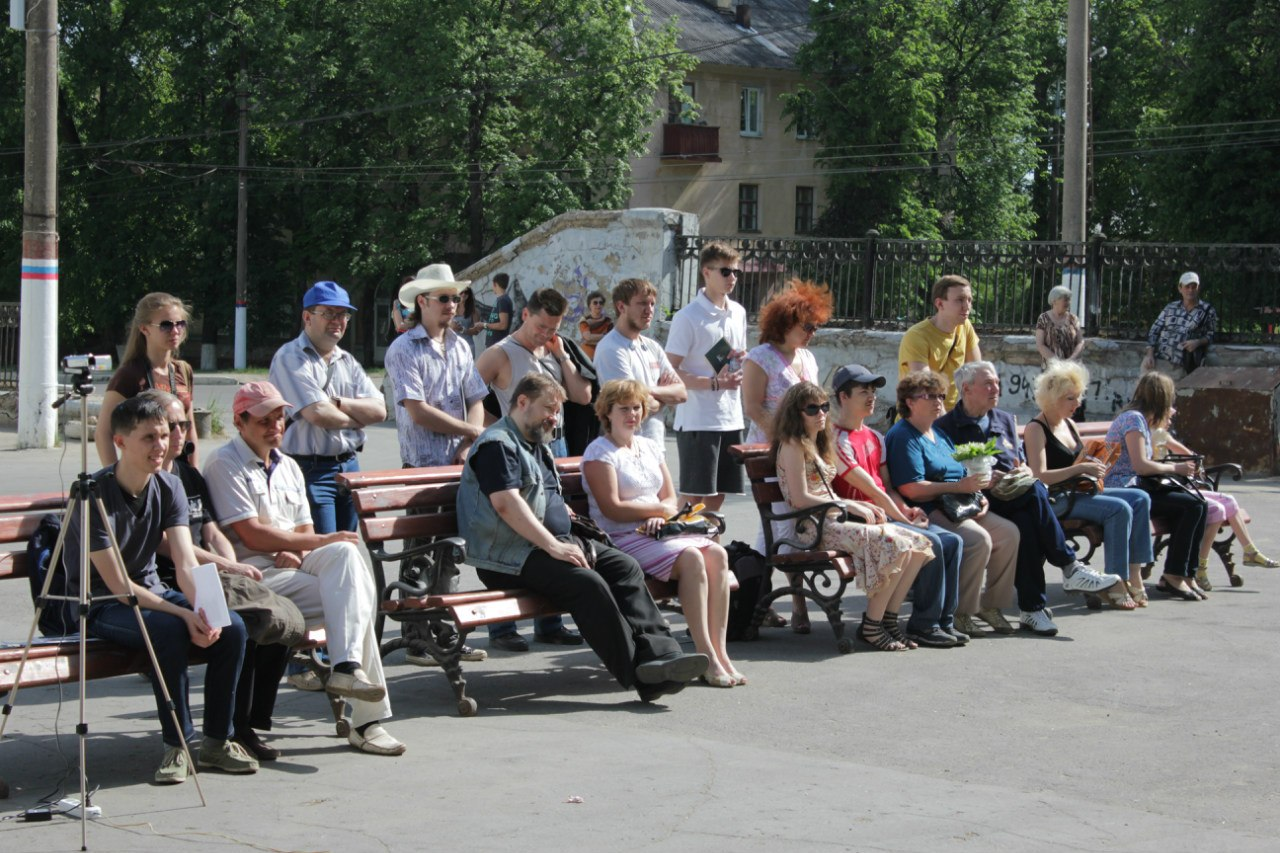

#### Рязань
Ивент Улицы Искусств в Рязани планировался ещё с октября 2012 года. Окончательно до города проект доехал спустя почти полтора года. Концерт был приурочен ко дню студента и проводилось при поддержке РГУ им. Есенина. «Ивент» получил очень положительные отзывы от участников и зрителей.

### Украинский фронт
Вулиця мистецтв на Украине проходила на двух языках в трёх городах, но не в столице. Пока не получила такого широкого распространения, как в России.

#### Севастополь
Идея проводить встречи в рамках международного литературного проекта «Улица Искусств» в Севастополе родилась ещё в сентябре 2012 года. За её реализацию взялся журналист Денис Трубецкой , который с этого момента возглавил проект в городе на берегу Чёрного моря. Долгое время проект вёл сотрудничество с арт-кафе «Безумное Чаепитие» , а сами мероприятия имели более камерный характер. С ростом популярности в севастопольской прессе Улица Искусств перебралась в кафе «МОМО» , получив в своё распоряжение профессиональную аппаратуру и ещё больше пресс-релизов. Севастополь является вторым и самым стабильным украинским городом, принявшим у себя проект.

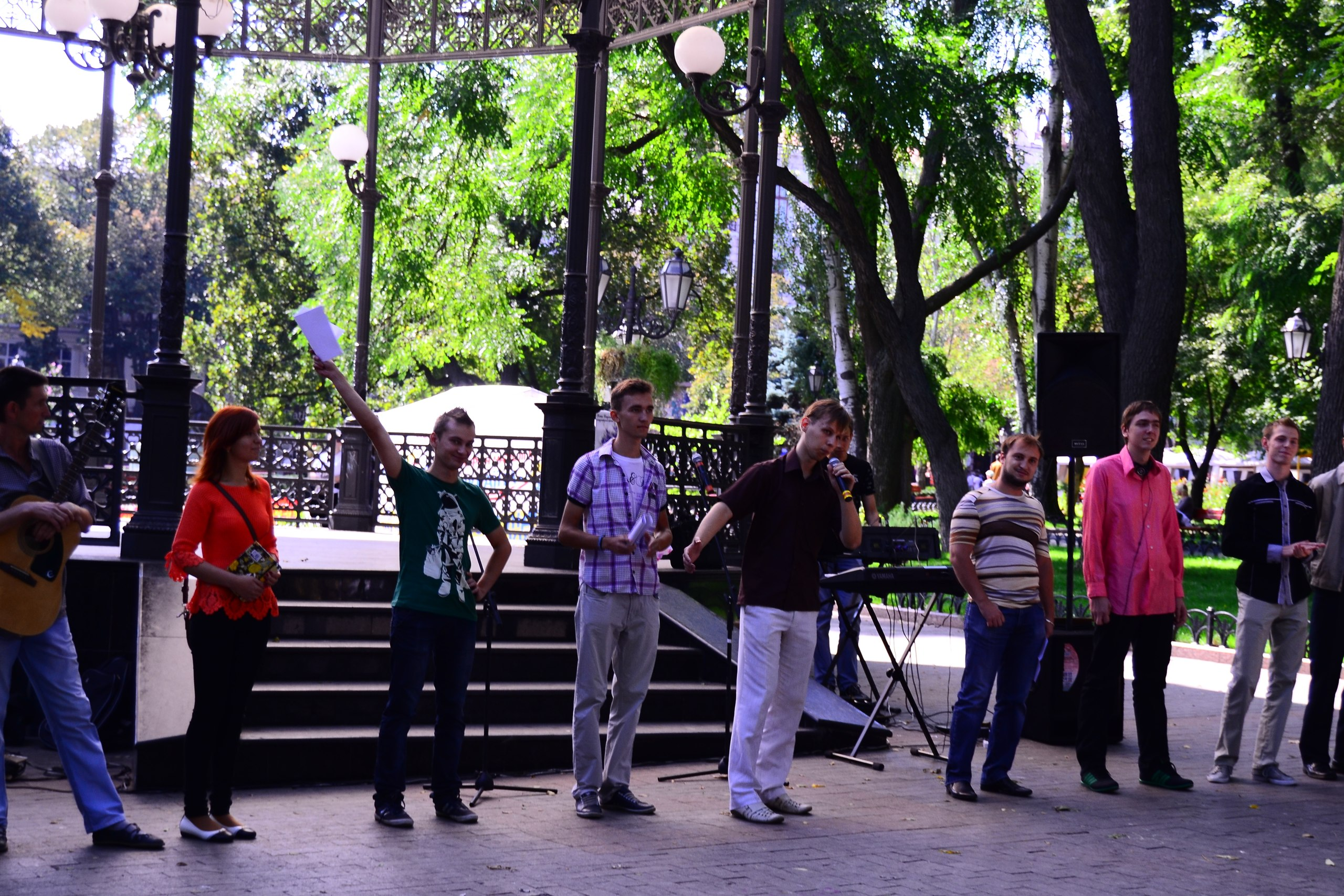
Участники УИ в Одессе

#### Одесса
Одесса стала первым городом, принявшим Улицу Искусств на Украине. «Ивент» в Одессе прошёл 16 сентября 2012 года в Горсаду. Проекту было предложено сотрудничество с Молодёжным советом г. Одесса. Организация второго концерта Улицы Искусств была прервана вследствие разногласий с администратором в Одессе, Андреем Потаповым. Спустя год ведутся работы по возрождению Улицы Искусств в рамках Одесско-Винницкого сотрудничества с DennyMay Made Art-Club & TO а «linea».

#### Винница
Улица Искусств в Виннице прошла при поддержке DennyMay Made Art-Club & TO а «linea» и была приурочена к 658-летию со дня основания города. Мероприятие стало частью праздника и прошло в парке Горького.

### Дальний Восток

#### Барнаул
1 октября 2013 в рамках мероприятия, посвящённого восьмидесятилетнему юбилею Алтайской государственной педагогической академии, при поддержке филологического факультета в городе Барнауле стартовал международный литературный проект — «Улица искусств» . Для Алтайского края данный проект является единственным в своём роде, именно это и привлекло внимание вуза, который в настоящее время является главным «наставником» для представителей инициативной группы «Улицы искусств» . Проект в Барнауле также сотрудничает с ТРК «Сити», где прошёл один из концертов, ставший ярким примером того, что в торговле есть место искусству. Специально к этому концерту рэп группа ШумЪ записала трек в поддержку проекта. Барнаул - первый город проекта, заключивший партнёрку с программой молодёжных обменов и стажировок Aiesec Архивная копия от 27 ноября 2014 на Wayback Machine. На базе Барнаула была организована Улица Искусств в Рубцовске.

#### Пермь
В августе 2012 одну из лидирующих позиций во всём проекте по праву заняла молодая поэтесса Анна Пейсахович , решительно взявшаяся за проведение мероприятий , которые последовательно прошли в августе и октябре на пешеходной части улицы Кирова. А уже зимой, при поддержке МАОУ «СОШ № 50», была проведена так называемая «School Party». Впервые на «Улице Искусств» звучали строчки на английском и немецком языках. Также в Перми выступали на таких музыкальных инструментах, как флейта и саксофон. После пролжительного перерыва Улица Искусств в Перми участвовала на пермском форуме гражданских некоммерческих инициатив.

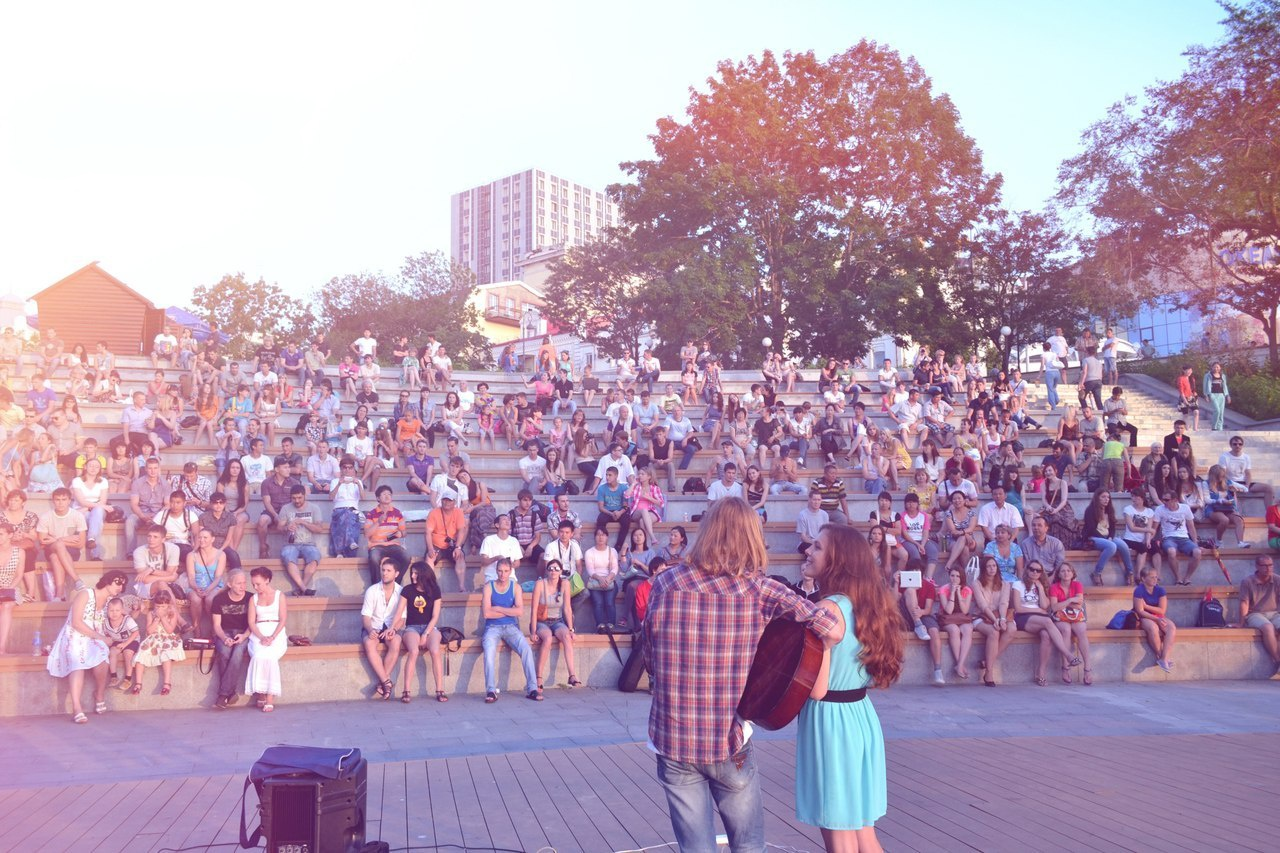
Зрители на амфитеатре, Владивосток

#### Владивосток
17 февраля 2013 года поэты, чтецы и слушатели собрались в малом зале ЦДТ города Владивостока на первую в городе Улицу Искусств. Народа было не так много, однако мероприятие осветил информационный портал «Приморье24» . В летнее время проект несколько раз собирал людей на набережной в Меридиане Тихого (амфитеатр) при большом стечении людей, но к сожалению мало освещался прессой. В данный момент деятельность проекта во Владивостоке приостановлена.

## Регистрация
В феврале 2013 в Кишинёве начался процесс регистрации проекта, как общественной некомерческой организации. Регистрация Улицы Искусств сильно затянулась и несколько раз прерывалась из-за отсутствия в стране руководителей проекта. Окончательный вариант документов был подан осенью в министерство юстиции. Через месяц пришёл отказ, документы редактировались, после чего Улица Искусств стала официальной организацией.

## Команда
Дмитрий Брыксенков - генеральный директор проекта и автор идеи. Студент факультета психологии СПбГУ. Поэт, имеет разряд по плаванию, играет на музыкальных инструментах (гитара, саксофон, фортепьяно).
Андрей Потёмкин - генеральный директор проекта. Студент гуманитарного факультета БГУ. Организатор первых выступлений Улицы Искусств в Молдове, России и Беларуси. Владеет несколькими иностранными языками.
Алексей Козлов - генеральный директор проекта. Студент факультета физической культуры РГСУ. Имеет разряд по шахматам. Поэт, организатор мероприятий Улицы Искусств в Москве, Коломне, Курске, Туле, Нижнем Новгороде, Рязани.
Денис Трубецкой - профессиональный журналист , живёт и учится в Севастополе. Обозреватель Бундеслиги, зимних видов спорта и велоспорта. Владеет немецким языком.
Александр Кузнецов - Руководитель проекта в Сибирском федеральном округе. Поэт, критик.
Максим Солодкий - фотограф и дизайнер проекта. Учится в Национальном Университете «Одесская Юридическая Академия» в Одессе. Разработал дизайн практически всех афиш мероприятий, а также логотип проекта.
Анна Пейсахович - студентка факультета иностранных языков и литературы Пермского государственного университета.
Олег Козлов - студент гуманитарного факультета кафедры филологии и массовых коммуникаций НВГУ. Поэт, организатор мероприятий Улицы Искусств в Нижневартовске.

## Состояние проекта
Проект неоднократно освещался на телевидении и радио в Коломне, Курске, Минске и Севастополе, а также попадал в различную прессу. Осенью 2012 года проект успешно участвовал в конкурсе лучших молодёжных проектов БГУ  и удостоился гранта. Летом 2013 года прошёл фестиваля «ТРИбуна» в Санкт-Петербурге, в котором приняла участие «Улица Искусств», который на 3 дня окунул жителей северной столицы в прекрасный мир культуры. Осенью 2013 года проект участвовал в белорусском гранте «Social Weekend»  и вышел в финальную часть конкурса. Так же «Улица Искусств» приняла участие во «Всероссийском конкурсе молодёжных проектов» . Проект «Улица Искусств» находится в стадии создания филиалов в странах – участниках проекта. На сегодняшний день[когда?] проект ведёт переговоры с Министерством Культуры России, а именно с министром культуры Москвы Сергеем Александровичем Капковым.
Впервые сайт проекта был представлен зимой 2013 года в Барнауле. Сейчас закрыт www.artulitsa.ru